# Ruth Lange (Leichtathletin)
Ruth (Utti) Lange (* 13. März 1908 in Bernburg (Saale); † 1994) war eine deutsche Leichtathletin, die in den 1920er Jahren im Kugelstoßen und im Diskuswurf erfolgreich war.
Ruth Lange war 1927 Deutsche Meisterin im Kugelstoßen mit 11,32 m und im Diskuswurf mit 34,75 m. Sie stellte mehrere Weltrekorde im Kugelstoßen auf: 10,84 m am 28. Mai 1927 in Prag, 11,32 m am 6. August 1927 in Breslau, 11,52 m am 3. Juni 1928 in Berlin. Diese Rekorde wurden – im Gegensatz zu zwei anderen Leistungen – von der FSFI anerkannt. Als dieser Weltverband für Frauenleichtathletik 1934 der IAAF beitrat, wurden diese Leistungen nicht übernommen (nur der 1934 geltende Rekord). Die für den SCC Berlin startende Athletin war da längst nicht mehr aktiv. 
Ihre Schwester war die spätere Justizministerin der DDR Hilde Benjamin. 
Lange war an der Deutschen Hochschule für Leibesübungen ausgebildete Sportlehrerin, sie unterrichtete im Ostberliner Regierungsviertel im Bezirk Pankow.